# Pumping Iron
Pumping Iron ist ein US-amerikanisches Doku-Drama aus dem Jahr 1977 und gilt als Kultfilm des Bodybuilding. Er illustriert die Vorbereitung verschiedener Bodybuilder für die Wettbewerbe Mr. Olympia (unter anderem die Hauptdarsteller Arnold Schwarzenegger und Lou Ferrigno) sowie Mr. Universum von 1975 in Pretoria, Südafrika.

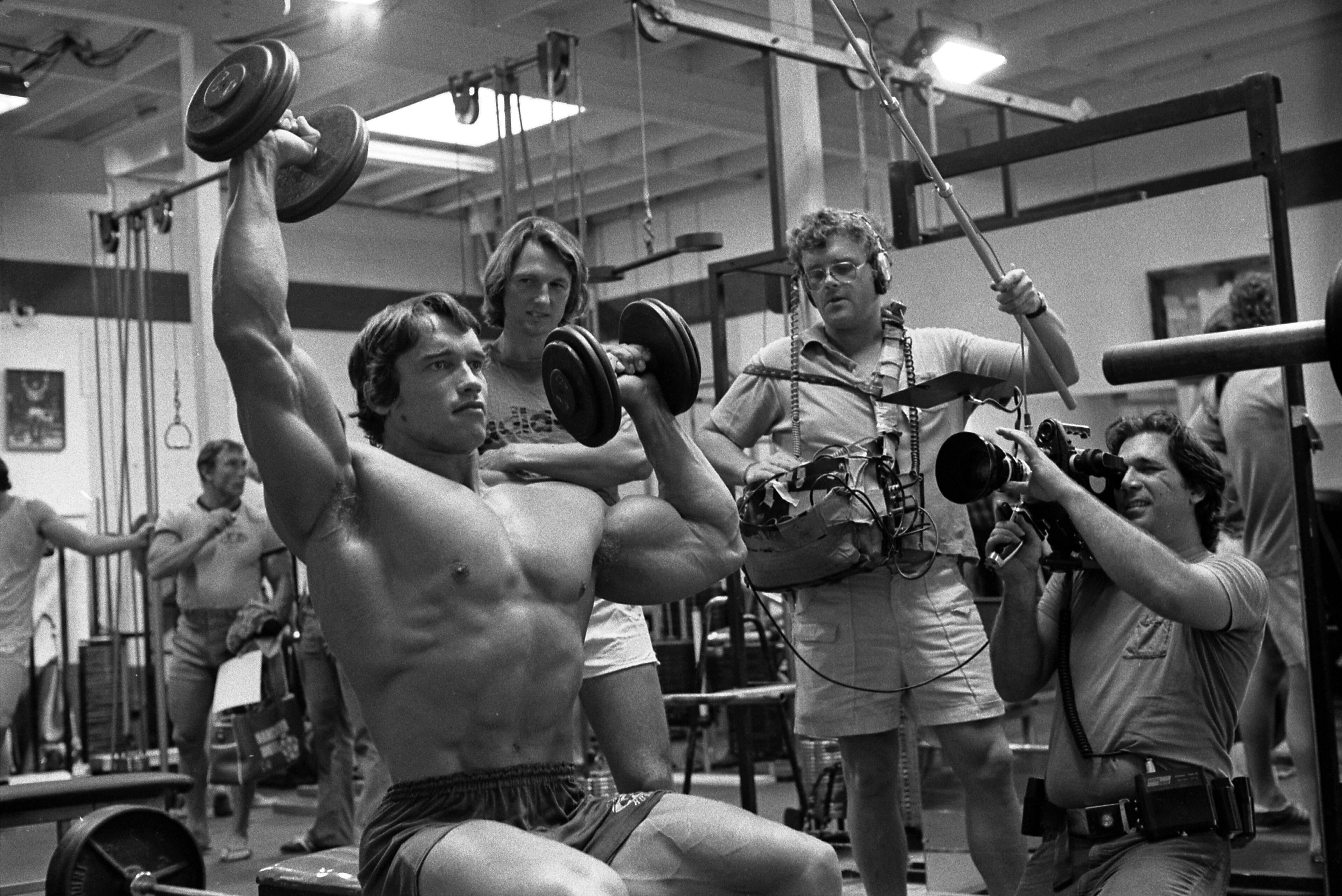
Arnold Schwarzenegger beim Dreh des Films (1975)

Während der Großteil der Darsteller gemeinsam im legendären Gold’s Gym in Venice Beach, Kalifornien, trainiert, bereitet sich Lou Ferrigno (später unter anderem Seriendarsteller der Fernsehserie Der unglaubliche Hulk) unter Anleitung seines Vaters im heimischen Studio in New York City vor.
Der Film ist keine reine Dokumentation, da gewisse Inhalte und Szenen aus dramaturgischen Gründen erfunden wurden, um den Film für das Publikum interessanter zu gestalten. Die Bühnenaufnahmen sind jedoch echt und wurden nicht für den Film nachgestellt. Bei den 30. Internationalen Filmfestspielen von Cannes im Jahr 1977 erregte der Film große Aufmerksamkeit.
Pumping Iron ist mittlerweile auch mit umfangreichem Zusatzmaterial auf DVD oder Blu-Ray erhältlich.

## Auszeichnung
- 1977 Kansas City Film Critics Circle Award für den besten Dokumentarfilm.